# Episodi di Man with a Camera (prima stagione)
La prima stagione della serie televisiva Man with a Camera è andata in onda negli Stati Uniti dal 10 ottobre 1958 al 23 gennaio 1959 per un totale di 15 episodi.
| nº | Titolo originale       | Prima TV USA     |
| -- | ---------------------- | ---------------- |
| 1  | Second Avenue Assassin | 10 ottobre 1958  |
| 2  | The Warning            | 17 ottobre 1958  |
| 3  | Profile of a Killer    | 24 ottobre 1958  |
| 4  | Turntable              | 7 novembre 1958  |
| 5  | Closeup on Violence    | 14 novembre 1958 |
| 6  | Double Negative        | 21 novembre 1958 |
| 7  | Another Barrier        | 28 novembre 1958 |
| 8  | Blind Spot             | 5 dicembre 1958  |
| 9  | Two Strings of Pearls  | 12 dicembre 1958 |
| 10 | Six Faces of Satan     | 19 dicembre 1958 |
| 11 | Lady on the Loose      | 26 dicembre 1958 |
| 12 | The Last Portrait      | 2 gennaio 1959   |
| 13 | The Face of Murder     | 9 gennaio 1959   |
| 14 | Mute Evidence          | 16 gennaio 1959  |
| 15 | The Big Squeeze        | 23 gennaio 1959  |

## Second Avenue Assassin
- Prima televisiva: 10 ottobre 1958
- Diretto da: Gerald Mayer
- Scritto da: William Fay

### Trama
- Guest star: Art Lewis (Al), Walter Barnes (Cyril), Leonard Bell (Jasper Riker), Theodore Marcuse (Willie Fletcher), Tom Laughlin (Joey Savoyan), John C. Becher (Charlie Hatch), Don Kennedy (Sal Benning), Ruta Lee (Dolly MacDermott)

## The Warning
- Prima televisiva: 17 ottobre 1958
- Diretto da: Gerald Mayer
- Scritto da: Richard Bluel

### Trama
- Guest star: Robert Carricart, Bill Erwin, Rush Williams, Arthur Hanson (Winkler), Robert Ellenstein (Abrams), Berry Kroeger (Markey)

## Profile of a Killer
- Prima televisiva: 24 ottobre 1958

### Trama
- Guest star:

## Turntable
- Prima televisiva: 7 novembre 1958

### Trama
- Guest star: Addison Richards (Bosser), Phyllis Avery (Millie Hollis), Dennis Patrick (Bradman), Logan Field (senatore Payson)

## Closeup on Violence
- Prima televisiva: 14 novembre 1958

### Trama
- Guest star: Angie Dickinson (Joanie), Grant Williams (Felix)

## Double Negative
- Prima televisiva: 21 novembre 1958
- Diretto da: Gerald Mayer
- Scritto da: James Edmiston
- Soggetto di: Steven Thornley

### Trama
- Guest star: Stephen Ellsworth (procuratore distrettuale), Don Durant (Williams), Frank Faylen (Jim Costigan), Karl Lukas (Pete Montee), Tracey Roberts (Helen)

## Another Barrier
- Prima televisiva: 28 novembre 1958
- Diretto da: Gerald Mayer
- Scritto da: Stanley Niss

### Trama
- Guest star: Morgan Jones, Jess Kirkpatrick, Ann Morrison, David Whorf, Peter Walker (Lyle), Grant Williams (Dickson), Norma Crane (Liz)

## Blind Spot
- Prima televisiva: 5 dicembre 1958

### Trama
- Guest star: Mario Alcalde (Alveilla), Norman Alden (Ross)

## Two Strings of Pearls
- Prima televisiva: 12 dicembre 1958
- Diretto da: Gerald Mayer
- Scritto da: Robert J. Shaw

### Trama
- Guest star: Bert Remsen (Barnes), Elisabeth Fraser (Ellie McMahon), King Calder (Jonathan Rogers), Alberto Morin (Bartolo), Warren Douglas (Tommy), Elaine Edwards (Mona Rogers), Audrey Dalton (Sharon Rogers/Betty Donald)

## Six Faces of Satan
- Prima televisiva: 19 dicembre 1958

### Trama
- Guest star: Linda Lawson (Carmen), Joe Di Reda (Joe), Harry Dean Stanton (Jerry)

## Lady on the Loose
- Prima televisiva: 26 dicembre 1958

### Trama
- Guest star: Henry Rowland (Wiles), Ivan Triesault (dottor Kohlberg), Judith Braun (Fredericka Rojas)

## The Last Portrait
- Prima televisiva: 2 gennaio 1959
- Diretto da: Gerald Mayer
- Scritto da: Wilton Schiller, Jack Laird

### Trama
- Guest star: Booth Colman (Idrees Lateef), Eddie Saenz (Hassan), Russell Thorson (tenente Hollis), Joe Flynn (Arnie), Ted Pavelec (detective), Genie Coree (Jasmin), Virginia Field (Sara Castle)

## The Face of Murder
- Prima televisiva: 9 gennaio 1959
- Diretto da: Gerald Mayer
- Scritto da: Berne Giler

### Trama
- Guest star: Phillip Pine (Edwin Bray), Jay Barney (Warden Fowler), Dick Wessel (Al Henchley)

## Mute Evidence
- Prima televisiva: 16 gennaio 1959
- Diretto da: Paul Landres
- Scritto da: Dallas Gaultois, James Edmiston

### Trama
- Guest star: Russ Conway (sceriffo), George Cisar (impiegato dell'hotel), Simon Scott (Earl Grant), Rachel Ames (Lois), Sue George (Susan Barnes)

## The Big Squeeze
- Prima televisiva: 23 gennaio 1959

### Trama
- Guest star: May Wynn (Lorraine Nelson), Steven Ritch (Johnny Rocco), Robert Osterloh (Joe Tennuto)